# Txoni
|  | No s'ha de confondre amb Drugtxu. |

El txoni (també jone, txone, txona, cone) i el thewo són dialectes de les llengües tibetobirmanes parlades a la Xina occidental en la proximitat de la comarca de Jonê.
El txoni té quatre fricatives aspirades contrastives: /sʰ/ /ɕʰ/, /ʂʰ/, /xʰ/.

## Fonologia
| \| \| Alveolar \| Alveolar \| Postalveolar \| Postalveolar \| Retroflexa \| Retroflexa \| Velar \| Velar \| \| --------- \| -------- \| -------- \| ------------ \| ------------ \| ---------- \| ---------- \| ----- \| ----- \| \| Oclusiva \| t tʰ \| d dʱ \| t̠ʲ t̠ʲʰ \| d̠ʲ d̠ʲʱ \| ʈ ʈʰ \| ɖ ɖʱ \| k kʰ \| ɡ ɡʱ \| \| Fricativa \| s sʰ \| z zʱ \| ɕ ɕʰ \| ʑ ʑʱ \| ʂ ʂʰ \| ʐ ʐʱ \| x xʰ \| ɣ ɣʱ \| |          |          |              |              |            |            |       |       |
| | Alveolar | Alveolar | Postalveolar | Postalveolar | Retroflexa | Retroflexa | Velar | Velar |
| Oclusiva | t tʰ     | d dʱ     | t̠ʲ t̠ʲʰ       | d̠ʲ d̠ʲʱ       | ʈ ʈʰ       | ɖ ɖʱ       | k kʰ  | ɡ ɡʱ  |
| Fricativa | s sʰ     | z zʱ     | ɕ ɕʰ         | ʑ ʑʱ         | ʂ ʂʰ       | ʐ ʐʱ       | x xʰ  | ɣ ɣʱ  |